# Medan (Indonèsia)
|  | Per a altres significats, vegeu «Persatuan Sepakbola Medan dan Sekitarnya». |

Medan és la capital de la província de Sumatra Septentrional, Indonèsia. És el centre econòmic de la regió del riu Deli i la tercera més poblada d'Indonèsia, després de Jakarta i Surabaya, amb aproximadament 2,5 milions de persones. A mitjan segle xix començà d'adquirir renom pel seu tabac. És la seu d'un arquebisbat.
Fou la capital del sultanat de Deli, que va desaparèixer amb la tempesta que va seguir la proclamació de la independència d'Indonèsia el 1945. La família reial, acusada de col·laboració amb els holandesos, va ser massacrada.
Medan és la porta d'entrada internacional de Sumatra. De resultes del terratrèmol i de l'onada gegantina del 26 de desembre de 2004, el seu aeroport ha estat el principal punt d'acollida de l'ajuda internacional.

## Geografia

### Clima
| Paràmetres climàtics mitjans de Medan (1991-2020) | Paràmetres climàtics mitjans de Medan (1991-2020) | Paràmetres climàtics mitjans de Medan (1991-2020) | Paràmetres climàtics mitjans de Medan (1991-2020) | Paràmetres climàtics mitjans de Medan (1991-2020) | Paràmetres climàtics mitjans de Medan (1991-2020) | Paràmetres climàtics mitjans de Medan (1991-2020) | Paràmetres climàtics mitjans de Medan (1991-2020) | Paràmetres climàtics mitjans de Medan (1991-2020) | Paràmetres climàtics mitjans de Medan (1991-2020) | Paràmetres climàtics mitjans de Medan (1991-2020) | Paràmetres climàtics mitjans de Medan (1991-2020) | Paràmetres climàtics mitjans de Medan (1991-2020) | Paràmetres climàtics mitjans de Medan (1991-2020) |
| Mes                                               | Gen.                                              | Feb.                                              | Mar.                                              | Abr.                                              | Mai.                                              | Jun.                                              | Jul.                                              | Ago.                                              | Set.                                              | Oct.                                              | Nov.                                              | Des.                                              | Anual                                             |
| ------------------------------------------------- | ------------------------------------------------- | ------------------------------------------------- | ------------------------------------------------- | ------------------------------------------------- | ------------------------------------------------- | ------------------------------------------------- | ------------------------------------------------- | ------------------------------------------------- | ------------------------------------------------- | ------------------------------------------------- | ------------------------------------------------- | ------------------------------------------------- | ------------------------------------------------- |
| Temperatura diària màxima °C (°F)                 | 31,2 (88,2)                                       | 31,8 (89,2)                                       | 32,7 (90,9)                                       | 32,8 (91)                                         | 32,9 (91,2)                                       | 32,8 (91)                                         | 32,6 (90,7)                                       | 32,5 (90,5)                                       | 31,8 (89,2)                                       | 31,4 (88,5)                                       | 31,0 (87,8)                                       | 30,7 (87,3)                                       | 32,0 (89,6)                                       |
| Temperatura diària mínima °C (°F)                 | 23,1 (73,6)                                       | 23,2 (73,8)                                       | 23,6 (74,5)                                       | 23,9 (75)                                         | 24,1 (75,4)                                       | 23,8 (74,8)                                       | 23,5 (74,3)                                       | 23,5 (74,3)                                       | 23,3 (73,9)                                       | 23,4 (74,1)                                       | 23,6 (74,5)                                       | 23,3 (73,9)                                       | 23,5 (74,3)                                       |
| Font: Cuaca Medan                                 |                                                   |                                                   |                                                   |                                                   |                                                   |                                                   |                                                   |                                                   |                                                   |                                                   |                                                   |                                                   |                                                   |